# Jacob Roulstone
Jacob John Roulstone (Wollongong, Australia, 4 de febrero de 2005) es un piloto australiano de Motociclismo que pertenece al equipo Red Bull GasGas Tech3 de la categoría de Moto3 del Campeonato Mundial.

## Biografía
Jacob Roulstone fue seleccionado en 2019 para competir en la Idemitsu Asia Talent Cup, donde logró varios Top 10 finales. Al final de la temporada, al australiano se le ofreció la oportunidad de competir en la FIM European Talent Cup con el Leopard Impala Junior Team. Roulstone extendió su asociación con el mismo equipo en 2021 cuando ganó la carrera en Estoril. Dio una fuerte actuación a lo largo de la temporada, asegurando numerosos Top 10 finales e incluso un podio en la ronda final.
Para la temporada 2022, Roulstone fue seleccionado para competir en la Red Bull MotoGP Rookies Cup  y fue fichado por el Aspar Junior Team en el Campeonato del Mundo de FIM JuniorGP.
En 2023, Roulstone mantuvo el mismo programa que la temporada anterior compaginando Red Bull MotoGP Rookies Cup con el Campeonato del Mundo de FIM JuniorGP con el Aspar Junior Team. En esta temporada dio un gran avance en amas competencias, consiguió sus primeros podios en las dos categorías, terminando en ambas entre los diez primeros.
En 2024, Roulstone dio el salto al Campeonato del Mundo de Moto3 en las filas del Red Bull GasGas Tech3 haciendo dupla con el español Daniel Holgado.

## Resultados

### FIM JuniorGP World Championship
(Carreras en negrita indica pole position, carreras en cursiva indica vuelta rápida)
| Temp. | Moto    | 1      | 2      | 3      | 4      | 5      | 6      | 7       | 8      | 9       | 10      | 11     | 12     | Pos. | Pts. |
| ----- | ------- | ------ | ------ | ------ | ------ | ------ | ------ | ------- | ------ | ------- | ------- | ------ | ------ | ---- | ---- |
| 2022  | Gas Gas | EST 21 | VAL 18 | VAL 23 | CAT 26 | CAT 16 | JER 21 | JER Ret | POR 17 | RSM 19  | ARA 14  | VAL 13 | VAL 11 | 25.º | 10   |
| 2023  | Gas Gas | EST 5  | VAL 4  | VAL 2  | JER 6  | JER 5  | POR 9  | POR 15  | CAT 2  | CAT Ret | ARA Ret | VAL 9  | VAL 6  | 7.º  | 110  |

### Red Bull MotoGP Rookies Cup
(Carreras en negrita indica pole position, carreras en cursiva indica vuelta rápida)
| Temp. | 1      | 2       | 3      | 4      | 5      | 6      | 7      | 8      | 9      | 10     | 11      | 12     | 13     | 14     | Pos. | Pts. |
| ----- | ------ | ------- | ------ | ------ | ------ | ------ | ------ | ------ | ------ | ------ | ------- | ------ | ------ | ------ | ---- | ---- |
| 2022  | POR 7  | POR Ret | JER 20 | JER 24 | MUG 16 | MUG 20 | SAC 19 | SAC 20 | RBR 15 | RBR 17 | ARA 13  | ARA 17 | VAL 13 | VAL 15 | 21.º | 17   |
| 2023  | POR 13 | POR 9   | JER 2  | JER 6  | LMS 11 | LMS 6  | MUG 7  | MUG 9  | ASS 4  | ASS 3  | RBR Ret | RBR 7  | MIS 6  | MIS 10 | 5.º  | 125  |

### Campeonato del mundo de motociclismo
Sistema de puntuación de 1993 hasta 2022:
| Posición | 1.º | 2.º | 3.º | 4.º | 5.º | 6.º | 7.º | 8.º | 9.º | 10.º | 11.º | 12.º | 13.º | 14.º | 15.º |
| Puntos   | 25  | 20  | 16  | 13  | 11  | 10  | 9   | 8   | 7   | 6    | 5    | 4    | 3    | 2    | 1    |

#### Por categoría
| Cat.  | Temp.         | 1.er Gran Premio | 1.er Podio    | 1.ª Victoria  | Carreras | Victorias | Podios | Poles | VR | Pts | CM |
| ----- | ------------- | ---------------- | ------------- | ------------- | -------- | --------- | ------ | ----- | -- | --- | -- |
| Moto3 | 2024-         | Catar 2024       |               |               | 20       | 0         | 0      | 0     | 0  | 66  | 0  |
| Total | 2024–Presente | 2024–Presente    | 2024–Presente | 2024–Presente | 20       | 0         | 0      | 0     | 0  | 66  | 0  |

#### Por temporada
| Temp. | Cat.  | Moto    | Equipo                | Carreras | Victorias | Podios | Poles | V.Ráp. | Pts. | Pos  |
| ----- | ----- | ------- | --------------------- | -------- | --------- | ------ | ----- | ------ | ---- | ---- |
| 2024  | Moto3 | Gas Gas | Red Bull GasGas Tech3 | 20       | 0         | 0      | 0     | 0      | 66   | 15.º |
| 2025  | Moto3 | KTM     | Red Bull KTM Tech 3   |          |           |        |       |        | *    | *    |
| Total | Total | Total   | Total                 | 20       | 0         | 0      | 0     | 0      | 66   |      |

- * Temporada en curso.

#### Carreras por año
| Año  | Cat.  | Moto    | 1       | 2       | 3      | 4      | 5      | 6      | 7      | 8       | 9       | 10     | 11     | 12     | 13     | 14     | 15     | 16     | 17     | 18     | 19     | 20    | 21  | 22  | Pos. | Pts. |
| ---- | ----- | ------- | ------- | ------- | ------ | ------ | ------ | ------ | ------ | ------- | ------- | ------ | ------ | ------ | ------ | ------ | ------ | ------ | ------ | ------ | ------ | ----- | --- | --- | ---- | ---- |
| 2024 | Moto3 | Gas Gas | QAT 10  | POR 11  | AME 8  | SPA 12 | FRA 12 | CAT 8  | ITA 9  | NED 14  | GER Ret | GBR 17 | AUT 14 | ARA 21 | RSM 12 | ERM 21 | INA 16 | JPN 17 | AUS 13 | THA 15 | MAL 12 | SLD 8 |     |     | 15.º | 66   |
| 2025 | Moto3 | KTM     | THA INJ | ARG INJ | AME 14 | QAT 14 | SPA 9  | FRA 13 | GBR 13 | ARA Ret | ITA 13  | NED 12 | GER 8  | CZE 14 | AUT 14 | HUN    | CAT    | RSM    | JPN    | INA    | AUS    | MAL   | POR | VAL | 18.° | 36   |

| Color     | Resultado                                                               |
| --------- | ----------------------------------------------------------------------- |
| Oro       | Ganador                                                                 |
| Plata     | 2.ª plaza                                                               |
| Bronce    | 3.ª plaza                                                               |
| Verde     | Finalizó en los puntos                                                  |
| Azul      | Finalizó sin puntos                                                     |
| Azul      | NC - No clasificado                                                     |
| Violeta   | Ret - No terminó (Carrera)                                              |
| Rojo      | DNQ - No se clasificó                                                   |
| Negro     | DSQ - Descalificado                                                     |
| Blanco    | DNS - No empezó (carrera)                                               |
| Blanco    | WD - Retirado (fin de semana)                                           |
| Blanco    | C - Carrera cancelada                                                   |
| Sin color | DNP - Inscrito pero no participó                                        |
| Sin color | INJ - Lesionado                                                         |
| Sin color | EX - Excluido                                                           |
| Estado    | Resultado                                                               |
| Negrita   | Pole position                                                           |
| Cursiva   | Vuelta rápida                                                           |
| †         | Abandona, pero clasifica al completar el porcentaje requerido para ello |